# Offersøya
Offersøya est une île de la commune de Alstahaug , en mer de Norvège dans le comté de Nordland en Norvège.

## Description
L'île de 6,7 km2 se situe directement entre la grande île d'Alsta et la plus petite île de Tjøtta à l'embouchure du Vefsnfjord. La route nationale norvégienne 17 traverse l'île reliant Alsta et Tjøtta. L'île est relativement plate et permet l'agriculture en ressource principale.